# Liste der Monuments historiques in Montchauvet (Yvelines)
Die Liste der Monuments historiques in Montchauvet (Yvelines) führt die Monuments historiques in der französischen Gemeinde Montchauvet auf.

## Liste der Bauwerke
| Bezeichnung                | Beschreibung | Standort | Kennzeichnung | Schutzstatus | Datum | Bild |
| -------------------------- | ------------ | -------- | ------------- | ------------ | ----- | ---- |
| Donjon                     |              | (Lage)   | PA00087793    | Inscrit      | 1991  |      |
| Kirche Ste-Marie-Madeleine |              | (Lage)   | PA00087547    | Inscrit      | 1991  |      |
| Pont de l’Arche            |              | (Lage)   | PA00087794    | Inscrit      | 1991  |      |
| Porte de Bretagne          |              | (Lage)   | PA00087548    | Inscrit      | 1932  |      |

## Liste der Objekte

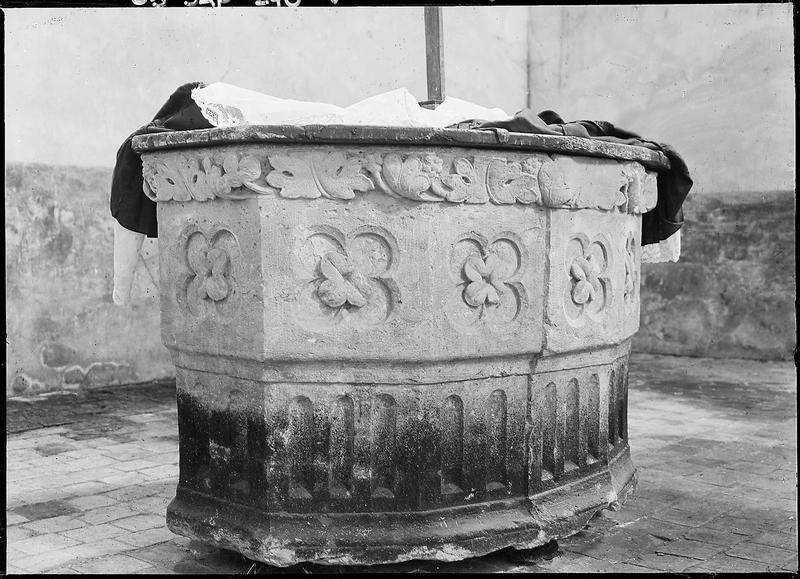
Taufbecken in der Kirche Ste-Marie-Madeleine

- Monuments historiques (Objekte) in Montchauvet (Yvelines) in der Base Palissy des französischen Kultusministeriums